# Kusnezow-Nunatakker
Die Kusnezow-Nunatakker (russisch Нунатаки Кузнецова Nunataki Kusnezowa) sind eine Gruppe von Nunatakkern im ostantarktischen Prinzessin-Elisabeth-Land. In den Grove Mountains ragen sie an der Südwestseite des Gale Escarpment auf.
Russische Wissenschaftler benannten sie. Der Namensgeber ist nicht überliefert.